# Dictatus Papae

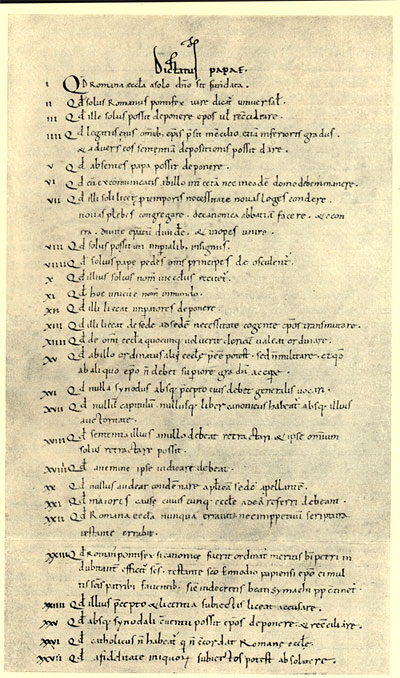
Manuscrito nos Arquivos do Vaticano do Dictatus Papae.

O Dictatus Papae  ("afirmações de princípio do Papa" ou "decretos do Papa") é um conjunto de 27 proposições e axiomas que tratam da autoridade, competência e poderes do Papa, tanto no domínio temporal como espiritual. Escrito à época de Gregório VII ou pouco depois, o documento contém as bases da Reforma gregoriana, realizada em meados do século XI, e condensa a produção teórica e as disposições do Papado sobre suas prerrogativas como sucessor do apóstolo Pedro, que, por sua vez, recebeu de Jesus Cristo o poder sobre a Igreja.

## História
Alguns historiadores afirmam que o documento foi enunciado (ou ditado) pelo próprio Papa Gregório VII, em 1075, enquanto outros defendem que teria sido criado em data posterior e que teria uma origem diferente. Até muito recentemente, o próprio Gregório VII era tido geralmente como o autor. Samuel Löwenfeld  continuou a sustentar a autoria de Gregório, mas Sackur, no entanto, demonstrou que os índices capitulorum no canonum e a coleção de Deusdedit são intimamente relacionados com as breves teses de "Dictatus Papæ", tanto no sentido quanto no texto. Provavelmente, portanto, Dictatus Papæ surgiu a partir do documento do cardeal Deusdédito, que os colocou em conjunto no Registrum Epistolarum. Possivelmente Deusdédito foi também o editor dessa famosa e importante coleção de Gregório.
Dictatus Papae não é "nenhum tipo de manifesto (…), no sentido de ter sido copiado e amplamente divulgado fora do círculo imediato da Cúria Papal. Nenhum dos conflitos que se seguiram ao ano de 1075 pode ser diretamente ligado à oposição a ele". Como afirma o historiador Leandro Duarte Rust, "Se o Dictatus Papae exibe o modo como o papa Gregório VII e seus partidários conceituaram o poder pontifical, nem por isso este célebre memorandum revela ao historiador como eles o exerciam".
Os princípios expressos em Dictatus papae são os da Reforma Gregoriana, que tinha sido iniciada pelo Papa Gregório VII, que se viu diante da necessidade de reformar a Igreja degrada pelo poder civil, especialmente durante o século X, utilizando para esse fim, o poder temporal papal. No entanto o "Dictatus Papae deveria ter sido no máximo uma declaração de "estado de emergência", como existe em todos os Estados. Não podia, contudo, ser uma declaração do estado natural das coisas do papa".